# الكبابير

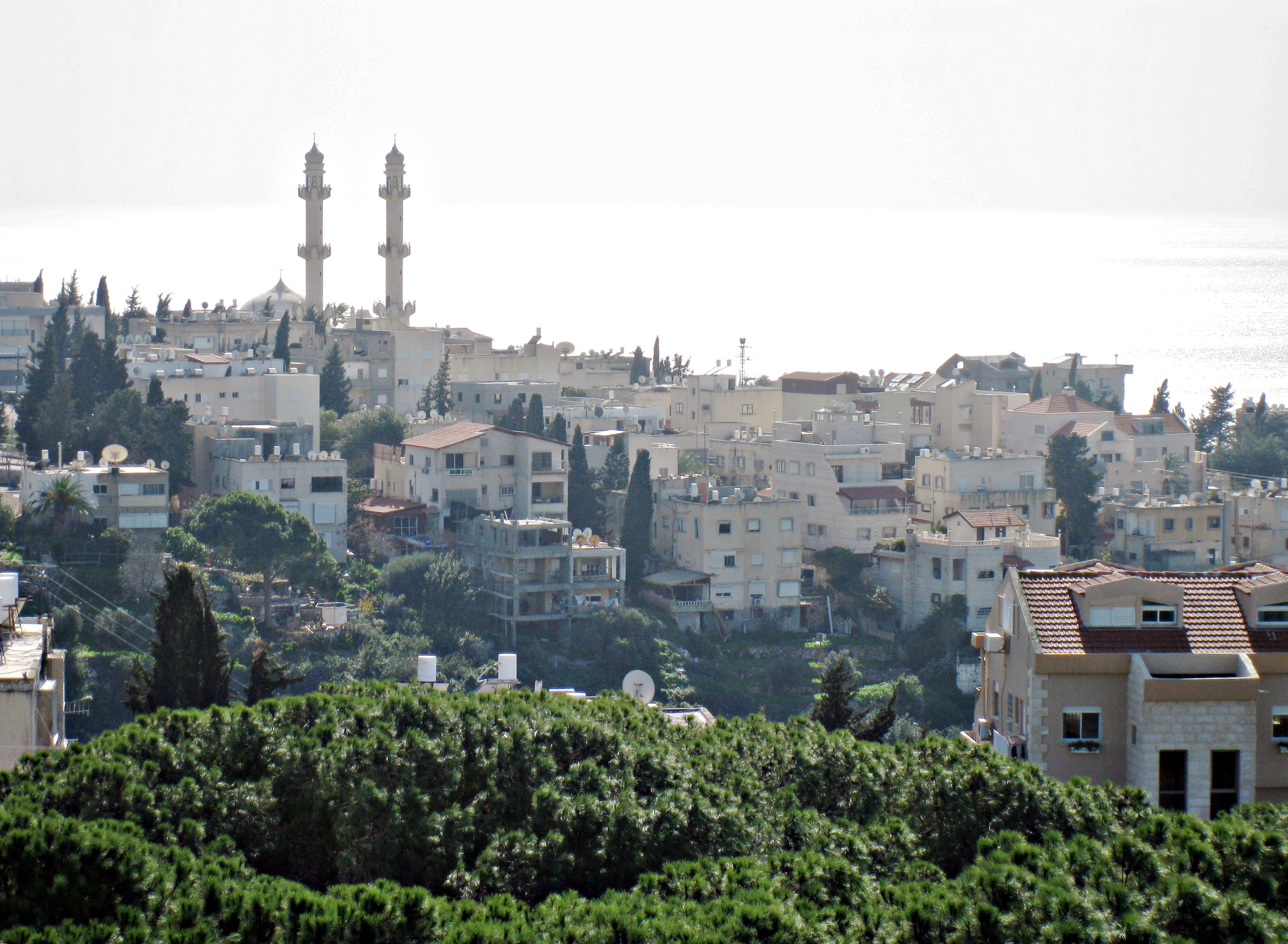
منظر عام لحي الكبابير في حيفا وفي الخلفية يظهر البحر الأبيض المتوسط.

الكبابير (بالعبرية: כבאביר) هو حي يقع في حيفا شمال إسرائيل، وتتمركز فيه الجماعة الأحمدية.

## التسمية
سمي الحي بهذا الاسم نسبة إلى وجود «مغارة كبارة» أي مغارة كبيرة. حيث كان يستفيد منها السكان وعدد من القرى المحيطة لإستخراج مادة الكلس، واستعمالها في عملية البناء وصيانة البيوت.

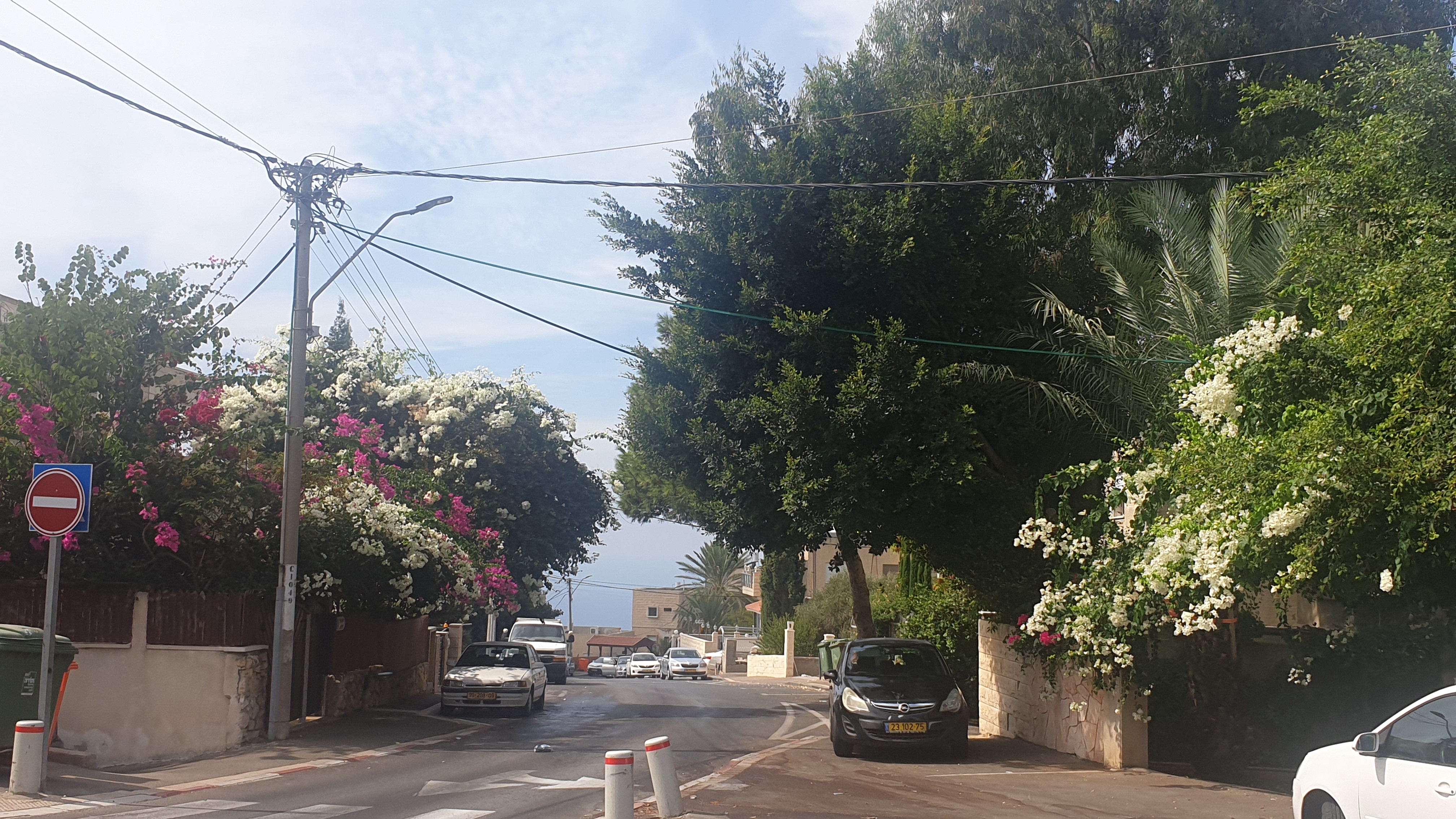

## التاريخ
كانت الكبابير قرية في الأصل، اعترفت بها سلطات الإنتداب البريطاني وعيّنت مختارًا لها. ولكن في أعقاب النكبة الفلسطينية في عام 1948 وسقوط حيفا بيد الهاغاناه ضُمّت القرية إلى منطقة نفوذ بلدية حيفا، فأصبحت القرية حيًّا، كباقي أحياء المدينة.

## السكان
سكنت في الكبابير بعض العائلات من قرية الطيرة القريبة، وسكن في الكبابير بعض العائلات التي قدمت من قرية نعلين بالقرب من رام الله في أعقاب خلافات عائلية، وتم منحهم قطعًا من أراضي القرية للسكن عليها والعيش فيها. وقد انتقلت عدة عائلات أخرى من غير الجماعة الأحمدية للسكن والعيش في الكبابير بعد العام 1948.

## الدين

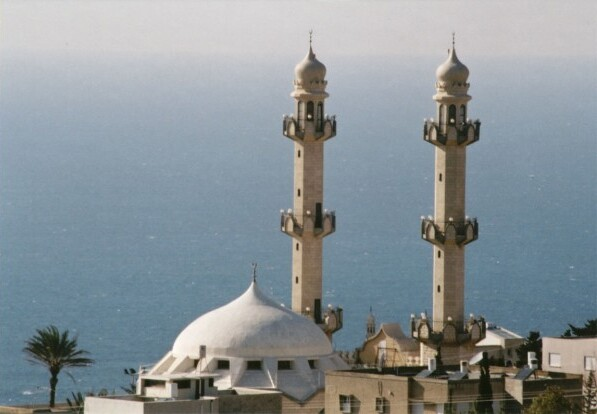
مسجد سيدنا محمود

في منتصف العشرينيات من القرن الماضي وصل إلى حيفا مبشر من الأحمدية هو جلال الدين شمس. التقى هذا المبشر مع عدد من أهالي الكبابير في مدينة حيفا، ووجهوا إليه دعوة لزيارة قريتهم فلبى الدعوة وبشرهم بمبادئ الأحمدية وقبلوها، وهكذا أصبحت الكبابير أول قرية فيها جماعة أحمدية في فلسطين، بل في الشرق الأوسط قاطبة. وبادر أهالي القرية إلى بناء مسجد لهم أطلقوا عليه اسم «سيدنا محمود». وتم هدم المبنى القديم للمسجد في نهاية السبعينيات وتشييد المسجد الحالي مكانه.

## طالع أيضًا
- وادي النسناس
- وادي الصليب
- وادي السياح